# Вольнополье
Вольнопо́лье (укр. Вільнопілля) — село на Украине, основано в 1765 году, находится в Ружинском районе Житомирской области.
Код КОАТУУ — 1825282201. Население по переписи 2001 года составляет 711 человек. Почтовый индекс — 13634. Телефонный код — 4138. Занимает площадь 3,239 км².

## Адрес местного совета
13634, Житомирская область, Ружинский р-н, с.Вольнополье, ул.Центральная, 85